# کاریل
کاریل (انگلیسی: Karylle؛ زادهٔ ۲۲ مارس ۱۹۸۱) بازیگر، خواننده و مدل اهل فیلیپین است. وی از سال ۲۰۰۰ میلادی تاکنون مشغول فعالیت بوده است.
از فیلم‌ها یا برنامه‌های تلویزیونی که وی در آن نقش داشته است می‌توان به خانم رئیس: لرزش در سئول اشاره کرد.